# Шмид, Томаш
Томаш Шмид (чеш. Tomáš Šmíd; р. 20 мая 1956, Пльзень) — чехословацкий профессиональный теннисист.
- Первая ракетка мира в парном разряде в 1984-1985 годах
- Победитель Открытого чемпионата США 1984 года и Открытого чемпионата Франции в мужском парном разряде
- Победитель турнира Мастерс 1987 года в мужском парном разряде
- Обладатель Кубка Дэвиса 1980 года и двукратный обладатель командного Кубка мира в составе сборной ЧССР

## Спортивная карьера

### Первые годы карьеры
Играть в теннис Томаш Шмид начал в четыре года. Его первым учителем стал отец. Свои первые матчи в профессиональных турнирах Шмид провёл в 1976 году. В этом году ему удалось дойти до третьего круга Открытого чемпионата Италии, где он проиграл Джону Ньюкомбу, и до второго круга Открытого чемпионата Франции. В апреле следующего года он провёл свои первые игры в составе сборной ЧССР в матче Кубка Дэвиса против ирландцев и одержал победы как в одиночном, так и в парном разряде. В индивидуальных турнирах его лучшими результатами были выходы в полуфинал в Гштаде в одиночном разряде и в Мадриде в паре с Павелом Гуткой. В этом году он также стал победителем Универсиады в одиночном и парном разряде.
1978 год был ознаменован для Шмида первыми серьёзными успехами. За год он выиграл в парном разряде два профессиональных турнира и ещё четырежды играл в финале, в том числе в Открытом чемпионате Италии а на Открытом чемпионате Франции дошёл до четвертьфинала в паре со знаменитым Яном Кодешем. В одиночном разряде он выиграл турнир в Сарасоте и ещё дважды доходил до финала. Все эти успехи, за исключением победы в Сарасоте, были достигнуты на грунтовых кортах, на которых Шмид выступал наиболее удачно и в дальнейшем. Со сборной ЧССР Шмид дошёл до финала Европейской зоны Кубка Дэвиса, выиграв все пять встреч, в которых участвовал, но в финале чехословаки всухую проиграли британцам. Схожих результатов Шмид добился и на следующий год, выиграв один турнир в одиночном разряде и три в парном (включая Открытый чемпионат Италии, где его партнёром был Питер Флеминг), но на Открытом чемпионате Франции он дошёл уже до полуфинала, а со сборной выиграл Европейскую зону, после чего уступил в межзональном полуфинальном матче итальянцам.

### Пик карьеры
В 1980 году Шмид завоевал свой первый и единственный Кубок Дэвиса. Со сборной он победил в европейском полуфинале французов, потом в межзональном матче аргентинцев, а в матче за кубок вдвоём с Иваном Лендлом взял реванш у итальянцев. Он также принял участие в новом командном турнире, Кубке Наций (в дальнейшем Кубок мира), в составе сборной ЧССР, а с Флемингом участвовал в итоговом турнире WCT, в который отбирались лучшие игроки в одиночном и парном разрядах по итогам предыдущего сезона.
В 1981 году сборная Чехословакии выиграла Кубок Наций. Шмид победил во всех девяти одиночных и парных встречах, в которых участвовал. В Кубке Дэвиса на этот раз чехословаки уже в четвертьфинале проиграли американцам, а в индивидуальных турнирах Шмид впервые за четыре года не завоевал ни одного титула, хотя дважды побывал в финале в одиночном разряде и шесть раз в парном. Отыграться за эти неудачи ему удалось на следующий год. За сезон он выиграл девять турниров WCT и Гран-при в парном разряде с тремя разными партнёрами, в том числе шесть с Павелом Сложилом. Ещё трижды он проигрывал в финале; при этом три из четырёх турниров Большого шлема он пропустил, приняв участие только в неудобном для себя Уимблдоне. В одиночном разряде он играл в шести финалах за год, выиграв половину из них. Среди противников, обыгранных им в этом году, были Витас Герулайтис и Илие Настасе.
В 1983 году череда успешных выступлений Шмида продолжалась. Он выиграл восемь турниров в парном разряде, из них шесть со Сложилом. За год они дважды играли в итоговых турнирах: сначала в итоговом турнире WCT — по результатам предыдущего сезона, а в конце года — в итоговом турнире «Мастерс», завершающем тур Гран-при. На «Ролан Гарро» они дошли до полуфинала. Четыре финала Шмид проиграл, в том числе в Мюнхене, где его партнёром был Андерс Яррид, — Сложилу и новозеландцу Крису Льюису. В одиночном разряде, как и год назад, Шмид выиграл и проиграл по три финала, а ближе к концу сезона вышел в четвертьфинал Открытого чемпионата Австралии, где его остановил Лендл. В итоге и в одиночном разряде он принял участие в турнире «Мастерс», победив Янника Ноа, но затем уступив Джимми Коннорсу. Среди других соперников, над которыми Шмид взял верх в этом сезоне, были Яррид, Ги Форже, Анри Леконт и Милослав Мечирж, а также ветеран Настасе.
Пик карьеры Шмида пришёлся на 1984 год. В этом году он выиграл девять турниров в парном разряде, в том числе свой первый турнир Большого шлема, победив в паре с Джоном Фицджеральдом в финале Открытого чемпионата США шведскую пару Стефан Эдберг—Андерс Яррид. В паре со Сложилом он дошёл до финала сначала итогового турнира WCT, затем Открытого чемпионата Франции и наконец, в конце сезона, турнира «Мастерс», а всего за год, помимо девяти побед, пять раз проигрывал в финалах. В итоге в декабре Шмид, прервав непрерывное пятилетнее господство Джона Макинроя, стал первой ракеткой мира в парном разряде — место, которое он удерживал затем в течение 34 недель.  В одиночном разряде ему не удалось выиграть ни одного из четырёх финалов, в которых он участвовал; тем не менее после победы над пятой ракеткой мира Джимми Ариасом, открывшей ему дорогу в четвертьфинал Уимблдонского турнира, Шмид поднялся на 11-е место в рейтинге — высшее в своей одиночной карьере. На Открытом чемпионате США он дошёл до четвёртого круга. Достаточно успешно сложился для него сезон и в командных турнирах: со сборной он дошёл до финала Кубка мира и полуфинала Кубка Дэвиса, внеся в четвертьфинале решающий вклад в победу над французами.
В 1985 году Шмид со сборной второй год подряд проиграл финал Кубка мира американцам, а в Кубке Дэвиса снова дошёл до полуфинала, где на этот раз на пути чехословаков стала ведомая Борисом Беккером команда ФРГ. В индивидуальных турнирах он дважды дошёл до финала в одиночном разряде, завоевав один титул после победы в Женеве над Матсом Виландером, на тот момент третьей ракеткой мира. Ещё двух соперников из первой десятки, Яррида и Ноа, он победил на турнире в Делрей-Бич, где дошёл до полуфинала. На турнирах Большого шлема он дважды — во Франции и в США — доходил до четвёртого круга. В парах его успехи были более значительными, хотя и не столь яркими, как в предыдущие годы. Он выиграл пять турниров со Сложилом, Лендлом и Войцехом Фибаком и ещё трижды проиграл в финалах. В конце сезона Шмид в очередной раз принял участие в турнире «Мастерс» как в одиночном, так и в парном разряде, но в обоих случаях выбыл из борьбы в первом же круге.
В 1986 году Шмид со сборной в третий раз подряд дошёл до полуфинала Кубка Дэвиса, принеся в паре с Мечиржем единственное очко чехословакам против сборной Швеции. Он снова выиграл пять турниров в парах, в том числе свой второй турнир Большого шлема - Открытый чемпионат Франции, где им с Фицджеральдом, как и два года назад в США, противостояли Эдберг и Яррид. Он также сыграл в обоих итоговых турнирах года: со Сложилом в итоговом турнире WCT, а с Фицджеральдом — в «Мастерс», где они на групповом этапе победили первого в парном рейтинге на тот момент Андреса Гомеса, выступавшего с седьмой ракеткой мира Хансом Гильдемайстером. Следующий сезон принёс Шмиду ещё пять побед в парном разряде, в том числе первый и последний в карьере титул победителя «Мастерс», где он играл с Мечиржем.  Ещё три финала он проиграл. В одиночном разряде после предыдущего провального сезона он выступал достаточно успешно, выиграв один и проиграв два финала. Со сборной Чехословакии Шмид выиграл второй за карьеру Кубок мира, победив в трёх парных встречах из четырёх, включая финальную игру против Джона Макинроя и Брэда Гилберта, но в Кубке Дэвиса команда неожиданно в первом же круге уступила израильтянам, хотя Мечирж и Шмид свою встречу в парах выиграли. Позже чехословаки разгромили команду Аргентины в матче за право остаться в Мировой группе.

### Завершение карьеры
Начиная с 1988 года, успехи Шмида пошли на спад. В одиночном разряде после 1987 года он уже ни разу не доходил до финала. В парном разряде за 1988 год он сменил несколько партнёров, в основном выступая с Мечиржем, но из шести финалов, в которых он участвовал за год, с Мечиржем он играл только в одном. Двух побед в турнирах он добился ближе к концу сезона с Мансуром Бахрами и Якобом Хласеком, наиболее престижный финал — в Риме — играл с Ярридом, а в четвертьфинал на Уимблдоне вышел с Ги Форже. В результате в турнир «Мастерс» он не попал. Не добился он успехов и в командных турнирах. 
На следующий год Шмид играл в семи финалах в парном разряде и выиграл три из них — все три с разными партнёрами, в том числе на престижном турнире в Монте-Карло с молодым австралийцем Марком Вудфордом. Он закончил год в двадцатке сильнейших теннисистов мира в парном разряде, но в «Мастерс» снова не участвовал. За 1990 год Шмид выиграл один парный турнир — снова в Монте-Карло, на этот раз с Петром Кордой. С введением градации турниров в АТР-туре этот турнир оказался в высшей категории престижности — ATP Championship Series, Single Week. Корда и Шмид также дошли до финала в Мюнхене. После этого Шмид продолжал активно выступать до начала 1992 года, но уже не выходил в финал и в парном разряде. Свой последний профессиональный матч он провёл в Праге в августе 1992 года, в возрасте 36 лет. Всего с 1978 по 1990 год Шмид выиграл 9 турниров в одиночном разряде и 55 в парном; на его счету также 17 проигранных финалов в одиночном и 47 — в парном разряде и более 1000 выигранных матчей.

## Участие в финалах турниров Большого шлема за карьеру (3)

### Мужской парный разряд (2+1)
| Результат | Год  | Турнир                     | Партнёр          | Соперники в финале         | Счёт в финале             |
| --------- | ---- | -------------------------- | ---------------- | -------------------------- | ------------------------- |
| Поражение | 1984 | Открытый чемпионат Франции | Павел Сложил     | Анри Леконт Янник Ноа      | 4-6, 6-2, 6-3, 3-6, 2-6   |
| Победа    | 1984 | Открытый чемпионат США     | Джон Фицджеральд | Стефан Эдберг Андерс Яррид | 7-6, 6-3, 6-3             |
| Победа    | 1986 | Открытый чемпионат Франции | Джон Фицджеральд | Стефан Эдберг Андерс Яррид | 6-3, 4-6, 6-3, 6-7, 14-12 |

## Участие в финалах Мастерс и итогового турнира WCT за карьеру (3)

### Парный разряд (1+2)
| Результат | Год  | Турнир                      | Партнёр         | Соперники в финале          | Счёт в финале           |
| --------- | ---- | --------------------------- | --------------- | --------------------------- | ----------------------- |
| Поражение | 1984 | Итоговый турнир WCT, Лондон | Павел Сложил    | Ханс Симонссон Андерс Яррид | 6-1, 3-6, 6-3, 4-6, 3-6 |
| Поражение | 1984 | Мастерс, Нью-Йорк           | Павел Сложил    | Джон Макинрой Питер Флеминг | 2-6, 2-6                |
| Победа    | 1987 | Мастерс, Лондон             | Милослав Мечирж | Роберт Сегусо Кен Флэк      | 6-4, 7-5, 6-7, 6-3      |

## Участие в финалах командных турниров за карьеру (5)

### Победы (3)
| №  | Год  | Турнир                   | Команда                                              | Соперник в финале                                           | Счёт |
| 1. | 1980 | Кубок Дэвиса, Прага      | Чехословакия И. Лендл, Т. Шмид                       | Италия К. Барадзутти, П. Бертолуччи, Д. Оклеппо, А. Панатта | 4-1  |
| 2. | 1981 | Кубок Наций, Дюссельдорф | Чехословакия П. Корда, И. Лендл, П. Сложил, Т. Шмид  | Австралия П. Макнамара, П. Макнами, К. Уорик                | 2-1  |
| 3. | 1987 | Кубок мира, Дюссельдорф  | Чехословакия М. Мечирж, Ф. Пала, Т. Шмид, М. Шрейбер | США Б. Гилберт, Д. Макинрой                                 | 2-1  |

### Поражения (2)
| №  | Год  | Турнир                  | Команда                                   | Соперник в финале                               | Счёт |
| 1. | 1984 | Кубок мира, Дюссельдорф | Чехословакия И. Лендл, Т. Шмид            | США Д. Ариас, Д. Макинрой, П. Флеминг           | 1-2  |
| 2. | 1985 | Кубок мира, Дюссельдорф | Чехословакия И. Лендл, М. Мечирж, Т. Шмид | США Д. Коннорс, Д. Макинрой, Р. Сегусо, К. Флэк | 1-2  |